# Lista över avsnitt av Parlamentet
Detta är en lista över avsnitt i TV4:s humorprogram Parlamentet. Uppgifter om sändningsdatum och medverkande kan i regel verifieras i Svensk mediedatabas.

## Säsonger

### Säsong 1 (våren 1999)
Staffan Ling var programledare. Peter Apelgren, Lasse Eriksson, Henrik Hjelt, Sissela Kyle, Annika Lantz, Babben Larsson, Michael Segerström, Peter Settman, Helge Skoog och Johan Wahlström debuterade den här säsongen.
| Avsnitt | Blått parti                        | Rött parti                            |
| 1       | Helge Skoog och Johan Wahlström    | Lasse Eriksson och Annika Lantz       |
| 2       | Peter Apelgren och Johan Wahlström | Babben Larsson och Henrik Hjelt       |
| 3       | Helge Skoog och Johan Wahlström    | Babben Larsson och Henrik Hjelt       |
| 4       |                                    |                                       |
| 5       | Helge Skoog och Peter Settman      | Babben Larsson och Lasse Eriksson     |
| 6       | Johan Wahlström och Sissela Kyle   | Babben Larsson och Annika Lantz       |
| 7       | Helge Skoog och Johan Wahlström    | Lasse Eriksson och Henrik Hjelt       |
| 8       | Johan Wahlström och Sissela Kyle   | Henrik Hjelt och Michael Segerström   |
| 9       | Peter Apelgren och Peter Settman   | Babben Larsson och Michael Segerström |
| 10      | Johan Wahlström och Sissela Kyle   | Michael Segerström och Annika Lantz   |
| 11      | Peter Settman och Sissela Kyle     | Lasse Eriksson och Michael Segerström |
| 12      | Helge Skoog och Henrik Hjelt       | Michael Segerström och Lasse Eriksson |

### Säsong 2 (hösten 1999)
Hans Rosenfeldt blev ny programledare. Mikael Tornving och Stefan Grudin debuterade den här säsongen.
| Avsnitt | Blått parti                         | Rött parti                       |
| 1       |                                     |                                  |
| 2       |                                     |                                  |
| 3       | Helge Skoog och Johan Wahlström     | Babben Larsson och Annika Lantz  |
| 4       | Helge Skoog och Sissela Kyle        | Babben Larsson och Stefan Grudin |
| 5       | Mikael Tornving och Johan Wahlström | Henrik Hjelt och Annika Lantz    |
| 6       | Helge Skoog och Mikael Tornving     | Annika Lantz och Stefan Grudin   |
| 7       | Sissela Kyle och Johan Wahlström    | Babben Larsson och Henrik Hjelt  |
| 8       | Helge Skoog och Johan Wahlström     | Annika Lantz och Henrik Hjelt    |
| 9       | Mikael Tornving och Sissela Kyle    | Babben Larsson och Stefan Grudin |
| 10      | Mikael Tornving och Sissela Kyle    | Stefan Grudin och Henrik Hjelt   |
| 11      | Johan Wahlström och Sissela Kyle    | Annika Lantz och Babben Larsson  |
| 12      | Helge Skoog och Mikael Tornving     | Stefan Grudin och Henrik Hjelt   |

### Säsong 3 (våren 2000)
Claes Malmberg, Ulf Kvensler, Erik Blix och Kajsa Ingemarsson debuterade den här säsongen.
| Avsnitt | Blått parti                         | Rött parti                         |
| 1       |                                     |                                    |
| 2       | Claes Malmberg och Johan Wahlström  | Annika Lantz och Henrik Hjelt      |
| 3       | Helge Skoog och Mikael Tornving     | Annika Lantz och Erik Blix         |
| 4       | Ulf Kvensler och Johan Wahlström    | Babben Larsson och Stefan Grudin   |
| 5       | Helge Skoog och Claes Malmberg      | Annika Lantz och Henrik Hjelt      |
| 6       | Mikael Tornving och Johan Wahlström | Kajsa Ingemarsson och Henrik Hjelt |
| 7       | Helge Skoog och Johan Wahlström     | Stefan Grudin och Henrik Hjelt     |
| 8       | Helge Skoog och Mikael Tornving     | Annika Lantz och Stefan Grudin     |
| 9       | Helge Skoog och Johan Wahlström     | Erik Blix och Henrik Hjelt         |
| 10      | Helge Skoog och Mikael Tornving     | Annika Lantz och Stefan Grudin     |

### Säsong 4 (hösten 2000)
Johan Ulveson debuterade den här säsongen.
| Avsnitt | Blått parti                         | Rött parti                       |
| 1       | Helge Skoog och Johan Wahlström     | Babben Larsson och Johan Ulveson |
| 2       | Mikael Tornving och Sissela Kyle    | Annika Lantz och Henrik Hjelt    |
| 3       | Helge Skoog och Johan Wahlström     | Annika Lantz och Johan Ulveson   |
| 4       | Johan Wahlström och Sissela Kyle    | Henrik Hjelt och Johan Ulveson   |
| 5       | Helge Skoog och Mikael Tornving     | Annika Lantz och Henrik Hjelt    |
| 6       | Helge Skoog och Sissela Kyle        | Annika Lantz och Johan Ulveson   |
| 7       | Mikael Tornving och Johan Wahlström | Henrik Hjelt och Johan Ulveson   |
| 8       |                                     |                                  |
| 9       |                                     |                                  |
| 10      |                                     |                                  |
| 11      |                                     |                                  |
| 12      | Helge Skoog och Mikael Tornving     | Annika Lantz och Henrik Hjelt    |

### Säsong 5 (våren 2001)
| Avsnitt | Blått parti                         | Rött parti                       |
| 1       | Helge Skoog och Sissela Kyle        | Annika Lantz och Johan Ulveson   |
| 2       | Mikael Tornving och Helge Skoog     | Annika Lantz och Henrik Hjelt    |
| 3       | Helge Skoog och Johan Wahlström     | Johan Ulveson och Henrik Hjelt   |
| 4       | Helge Skoog och Mikael Tornving     | Annika Lantz och Johan Ulveson   |
| 5       | Mikael Tornving och Sissela Kyle    | Babben Larsson och Annika Lantz  |
| 6       | Mikael Tornving och Johan Wahlström | Johan Ulveson och Henrik Hjelt   |
| 7       | Mikael Tornving och Johan Wahlström | Henrik Hjelt och Annika Lantz    |
| 8       | Sissela Kyle och Helge Skoog        | Babben Larsson och Johan Ulveson |
| 9       | Sissela Kyle och Johan Wahlström    | Annika Lantz och Johan Ulveson   |
| 10      | Helge Skoog och Mikael Tornving     | Henrik Hjelt och Johan Ulveson   |
| 11      | Mikael Tornving och Johan Wahlström | Babben Larsson och Annika Lantz  |
| 12      | Sissela Kyle och Johan Wahlström    | Henrik Hjelt och Johan Ulveson   |

### Säsong 6 (hösten 2001)
Anna-Lena Brundin debuterade den här säsongen.
| Avsnitt | Blått parti                           | Rött parti                       |
| 1       | Helge Skoog och Johan Wahlström       | Annika Lantz och Johan Ulveson   |
| 2       | Sissela Kyle och Anna-Lena Brundin    | Henrik Hjelt och Babben Larsson  |
| 3       | Johan Wahlström och Anna-Lena Brundin | Annika Lantz och Claes Malmberg  |
| 4       | Mikael Tornving och Helge Skoog       | Annika Lantz och Henrik Hjelt    |
| 5       | Mikael Tornving och Johan Wahlström   | Claes Malmberg och Johan Ulveson |
| 6       | Helge Skoog och Anna-Lena Brundin     | Henrik Hjelt och Johan Ulveson   |
| 7       | Johan Wahlström och Sissela Kyle      | Babben Larsson och Henrik Hjelt  |
| 8       | Mikael Tornving och Sissela Kyle      | Annika Lantz och Johan Ulveson   |
| 9       | Helge Skoog och Anna-Lena Brundin     | Henrik Hjelt och Claes Malmberg  |
| 10      | Johan Wahlström och Sissela Kyle      | Annika Lantz och Johan Ulveson   |
| 11      | Mikael Tornving och Sissela Kyle      | Henrik Hjelt och Claes Malmberg  |
| 12      | Helge Skoog och Johan Wahlström       | Annika Lantz och Johan Ulveson   |

### Säsong 7 (våren 2002)
Anna Charlotta Gunnarson, Pia Johansson, Robert Gustafsson och Johan Rheborg debuterade den här säsongen.
| Avsnitt | Blått parti                         | Rött parti                                  |
| 1       | Mikael Tornving och Sissela Kyle    | Annika Lantz och Johan Ulveson              |
| 2       | Mikael Tornving och Johan Wahlström | Babben Larsson och Claes Malmberg           |
| 3       | Helge Skoog och Pia Johansson       | Annika Lantz och Henrik Hjelt               |
| 4       | Mikael Tornving och Johan Wahlström | Anna Charlotta Gunnarson och Johan Ulveson  |
| 5       | Helge Skoog och Pia Johansson       | Claes Malmberg och Henrik Hjelt             |
| 6       | Robert Gustafsson och Sissela Kyle  | Annika Lantz och Johan Ulveson              |
| 7       | Sissela Kyle och Johan Wahlström    | Babben Larsson och Henrik Hjelt             |
| 8       | Helge Skoog och Pia Johansson       | Claes Malmberg och Anna Charlotta Gunnarson |
| 9       | Robert Gustafsson och Sissela Kyle  | Henrik Hjelt och Johan Ulveson              |
| 10      | Helge Skoog och Johan Wahlström     | Anna Charlotta Gunnarson och Claes Malmberg |
| 11      | Johan Rheborg och Sissela Kyle      | Henrik Hjelt och Johan Ulveson              |
| 12      | Helge Skoog och Mikael Tornving     | Babben Larsson och Claes Malmberg           |

### Valspecial 2002
Sändes den 15 september 2002, dvs. samma dag som riksdagsvalet 2002 ägde rum.
- Blå laget: Mikael Tornving, Pia Johansson, Helge Skoog, Johan Rheborg och Sissela Kyle.
- Röda laget: Johan Ulveson, Claes Malmberg, Henrik Hjelt, Robert Gustafsson.

Valresultat: Röd seger med siffrorna 52% mot 48%.

### Säsong 8 (hösten 2002)
Maria Möller och Maria Lundqvist debuterade den här säsongen.
| Avsnitt | Blått parti                                                                 | Rött parti                                                        |
| 1       | Johan Wahlström och Sissela Kyle                                            | Babben Larsson och Robert Gustafsson                              |
| 2       | Mikael Tornving, Pia Johansson, Helge Skoog, Johan Rheborg och Sissela Kyle | Johan Ulveson, Claes Malmberg, Henrik Hjelt och Robert Gustafsson |
| 3       | Johan Rheborg och Pia Johansson                                             | Maria Möller och Henrik Hjelt                                     |
| 4       | Helge Skoog och Mikael Tornving                                             | Robert Gustafsson och Henrik Hjelt                                |
| 5       | Mikael Tornving och Sissela Kyle                                            | Babben Larsson och Robert Gustafsson                              |
| 6       | Helge Skoog och Pia Johansson                                               | Claes Malmberg och Johan Ulveson                                  |
| 7       | Johan Rheborg och Johan Wahlström                                           | Babben Larsson och Robert Gustafsson                              |
| 8       | Helge Skoog och Pia Johansson                                               | Maria Lundqvist och Robert Gustafsson                             |
| 9       | Helge Skoog och Johan Wahlström                                             | Babben Larsson och Claes Malmberg                                 |
| 10      | Pia Johansson och Sissela Kyle                                              | Henrik Hjelt och Johan Ulveson                                    |
| 11      | Mikael Tornving och Johan Rheborg                                           | Babben Larsson och Johan Ulveson                                  |
| 12      | Mikael Tornving och Sissela Kyle                                            | Henrik Hjelt och Claes Malmberg                                   |

### Säsong 9 (våren 2003)
Henrik Schyffert blev ny programledare. Kjell Bergqvist debuterade den här säsongen.
| Avsnitt | Blått parti                         | Rött parti                           |
| 1       | Helge Skoog och Mikael Tornving     | Babben Larsson och Robert Gustafsson |
| 2       | Johan Rheborg och Johan Wahlström   | Annika Lantz och Henrik Hjelt        |
| 3       | Mikael Tornving och Johan Wahlström | Annika Lantz och Robert Gustafsson   |
| 4       | Helge Skoog och Pia Johansson       | Babben Larsson och Robert Gustafsson |
| 5       | Mikael Tornving och Johan Wahlström | Henrik Hjelt och Robert Gustafsson   |
| 6       | Johan Rheborg och Johan Wahlström   | Babben Larsson och Kjell Bergqvist   |
| 7       | Helge Skoog och Maria Lundqvist     | Henrik Hjelt och Robert Gustafsson   |
| 8       | Johan Rheborg och Pia Johansson     | Annika Lantz och Kjell Bergqvist     |
| 9       | Mikael Tornving och Johan Wahlström | Annika Lantz och Henrik Hjelt        |
| 10      | Pia Johansson och Johan Wahlström   | Henrik Hjelt och Kjell Bergqvist     |
| 11      | Helge Skoog och Pia Johansson       | Babben Larsson och Robert Gustafsson |
| 12      | Helge Skoog och Maria Lundqvist     | Henrik Hjelt och Kjell Bergqvist     |
| 13      | Mikael Tornving och Johan Rheborg   | Babben Larsson och Annika Lantz      |

### Säsong 10 (hösten 2003)
Magnus Betnér, Carina Berg och Pontus Enhörning debuterade den här säsongen.
| Avsnitt | Blått parti                         | Rött parti                           |
| 1       | Helge Skoog och Pia Johansson       | Henrik Hjelt och Magnus Betnér       |
| 2       | Mikael Tornving och Carina Berg     | Henrik Hjelt och Johan Ulveson       |
| 3       | Mikael Tornving och Johan Rheborg   | Annika Lantz och Johan Ulveson       |
| 4       | Johan Rheborg och Carina Berg       | Henrik Hjelt och Johan Ulveson       |
| 5       | Helge Skoog och Mikael Tornving     | Robert Gustafsson och Babben Larsson |
| 6       | Mikael Tornving och Johan Wahlström | Henrik Hjelt och Annika Lantz        |
| 7       | Helge Skoog och Pia Johansson       | Robert Gustafsson och Babben Larsson |
| 8       | Helge Skoog och Carina Berg         | Babben Larsson och Magnus Betnér     |
| 9       | Mikael Tornving och Johan Wahlström | Henrik Hjelt och Pontus Enhörning    |
| 10      | Johan Wahlström och Pia Johansson   | Annika Lantz och Robert Gustafsson   |
| 11      | Mikael Tornving och Pia Johansson   | Henrik Hjelt och Elisabet Carlsson   |
| 12      | Helge Skoog och Johan Wahlström     | Henrik Hjelt och Annika Lantz        |

### Säsong 11 (våren 2004)
Anders S. Nilsson blev ny programledare. Claes Månsson och Elisabet Carlsson debuterade den här säsongen.
| Avsnitt | Blått parti                          | Rött parti                           |
| 1       | Helge Skoog och Mikael Tornving      | Henrik Hjelt och Annika Lantz        |
| 2       | Johan Rheborg och Johan Wahlström    | Babben Larsson och Robert Gustafsson |
| 3       | Helge Skoog och Johan Rheborg        | Henrik Hjelt och Annika Lantz        |
| 4       | Helge Skoog och Pia Johansson        | Henrik Hjelt och Robert Gustafsson   |
| 5       | Johan Rheborg och Johan Wahlström    | Annika Lantz och Claes Månsson       |
| 6       | Helge Skoog och Mikael Tornving      | Elisabet Carlsson och Johan Ulveson  |
| 7       | Helge Skoog och Pia Johansson        | Claes Månsson och Robert Gustafsson  |
| 8       | Pontus Enhörning och Mikael Tornving | Babben Larsson och Robert Gustafsson |
| 9       | Johan Wahlström och Pia Johansson    | Annika Lantz och Magnus Betnér       |
| 10      | Pontus Enhörning och Johan Wahlström | Henrik Hjelt och Johan Ulveson       |
| 11      | Helge Skoog och Pia Johansson        | Claes Månsson och Johan Ulveson      |
| 12      | Johan Wahlström och Pia Johansson    | Henrik Hjelt och Magnus Betnér       |

### Säsong 12 (hösten 2004)
Johan Glans och Lars Amble debuterade den här säsongen.
| Avsnitt | Blått parti                          | Rött parti                           |
| 1       | Helge Skoog och Pia Johansson        | Henrik Hjelt och Robert Gustafsson   |
| 2       | Henrik Schyffert och Johan Wahlström | Annika Lantz och Magnus Betnér       |
| 3       | Johan Glans och Johan Wahlström      | Henrik Hjelt och Robert Gustafsson   |
| 4       | Johan Rheborg och Mikael Tornving    | Annika Lantz och Henrik Hjelt        |
| 5       | Helge Skoog och Johan Wahlström      | Babben Larsson och Magnus Betnér     |
| 6       | Helge Skoog och Johan Rheborg        | Henrik Hjelt och Johan Glans         |
| 7       | Magnus Betnér och Henrik Hjelt       | Annika Lantz och Babben Larsson      |
| 8       | Mikael Tornving och Helge Skoog      | Henrik Hjelt och Babben Larsson      |
| 9       | Johan Rheborg och Pia Johansson      | Annika Lantz och Lars Amble          |
| 10      | Felix Herngren och Mikael Tornving   | Babben Larsson och Robert Gustafsson |
| 11      | Felix Herngren och Pia Johansson     | Henrik Hjelt och Magnus Betnér       |
| 12      | Johan Wahlström och Sissela Kyle     | Johan Glans och Robert Gustafsson    |

### Säsong 13 (våren 2005)
Sofia Bach och Peter Magnusson debuterade den här säsongen.
| Avsnitt | Blått parti                         | Rött parti                           |
| 1       | Henrik Schyffert och Sofia Bach     | Henrik Hjelt och Johan Glans         |
| 2       | Johan Rheborg och Peter Magnusson   | Johan Ulveson och Magnus Betnér      |
| 3       | Henrik Schyffert och Pia Johansson  | Babben Larsson och Johan Glans       |
| 4       | Johan Rheborg och Johan Wahlström   | Henrik Hjelt och Johan Glans         |
| 5       | Pia Johansson och Johan Wahlström   | Annika Lantz och Magnus Betnér       |
| 6       | Henrik Schyffert och Sofia Bach     | Magnus Betnér och Robert Gustafsson  |
| 7       | Johan Rheborg och Sofia Bach        | Henrik Hjelt och Johan Glans         |
| 8       | Mikael Tornving och Johan Wahlström | Annika Lantz och Robert Gustafsson   |
| 9       | Henrik Dorsin och Pia Johansson     | Babben Larsson och Robert Gustafsson |
| 10      | Johan Rheborg och Pia Johansson     | Henrik Hjelt och Johan Ulveson       |
| 11      | Peter Magnusson och Johan Wahlström | Babben Larsson och Johan Ulveson     |
| 12      | Johan Rheborg och Sissela Kyle      | Babben Larsson och Robert Gustafsson |

### Säsong 14 (hösten 2005)
Henrik Dorsin och Dan Ekborg debuterade den här säsongen.
| Avsnitt | Blått parti                         | Rött parti                           |
| 1       | Sofia Bach och Johan Wahlström      | Henrik Hjelt och Johan Glans         |
| 2       | Henrik Schyffert och Henrik Dorsin  | Henrik Hjelt och Magnus Betnér       |
| 3       | Pia Johansson och Henrik Dorsin     | Dan Ekborg och Johan Glans           |
| 4       | Johan Rheborg och Pia Johansson     | Dan Ekborg och Johan Glans           |
| 5       | Johan Wahlström och Mikael Tornving | Annika Lantz och Henrik Hjelt        |
| 6       | Sofia Bach och Johan Wahlström      | Johan Glans och Magnus Betnér        |
| 7       | Felix Herngren och Henrik Dorsin    | Annika Lantz och Henrik Hjelt        |
| 8       | Johan Rheborg och Johan Wahlström   | Annika Lantz och Magnus Betnér       |
| 9       | Felix Herngren och Mikael Tornving  | Henrik Hjelt och Johan Glans         |
| 10      | Peter Magnusson och Henrik Dorsin   | Babben Larsson och Johan Glans       |
| 11      | Felix Herngren och Mikael Tornving  | Babben Larsson och Robert Gustafsson |
| 12      | Sissela Kyle och Henrik Dorsin      | Babben Larsson och Robert Gustafsson |

### Säsong 15 (våren 2006)
| Avsnitt | Blått parti                          | Rött parti                         |
| 1       | Henrik Dorsin och Sofia Bach         | Johan Ulveson och Johan Glans      |
| 2       | Johan Rheborg och Henrik Dorsin      | Magnus Betnér och Henrik Hjelt     |
| 3       | Johan Rheborg och Sofia Bach         | Henrik Hjelt och Dan Ekborg        |
| 4       | Johan Wahlström och Pia Johansson    | Annika Lantz och Johan Ulveson     |
| 5       | Johan Wahlström och Peter Magnusson  | Henrik Hjelt och Johan Ulveson     |
| 6       | Mikael Tornving och Sofia Bach       | Henrik Hjelt och Robert Gustafsson |
| 7       | Johan Wahlström och Pia Johansson    | Magnus Betnér och Johan Ulveson    |
| 8       | Johan Rheborg och Pia Johansson      | Annika Lantz och Johan Glans       |
| 9       | Johan Rheborg och Johan Wahlström    | Johan Glans och Robert Gustafsson  |
| 10      | Mikael Tornving och Henrik Schyffert | Magnus Betnér och Johan Glans      |
| 11      | Peter Magnusson och Henrik Dorsin    | Annika Lantz och Johan Ulveson     |
| 12      | Pia Johansson och Sissela Kyle       | Magnus Betnér och Johan Glans      |

### Valspecial 2006
Parlamentets valspäck sändes den 16 september 2006, dvs. dagen före riksdagsvalet 2006 ägde rum.
- Blå laget: Mikael Tornving, Helge Skoog, Henrik Dorsin, Pia Johansson.
- Röda laget: Johan Glans, Magnus Betner, Johan Ulveson, Henrik Hjelt.

Valresultat: Blå seger med siffrorna 51% mot 49%.

### Säsong 16 (hösten 2006)
Per Morberg och Magdalena In de Betou debuterade den här säsongen.
| Avsnitt | Blått parti                          | Rött parti                              |
| 1       | Mikael Tornving och Henrik Dorsin    | Babben Larsson och Henrik Hjelt         |
| 2       | Per Morberg och Pia Johansson        | Magnus Betnér och Henrik Hjelt          |
| 3       | Mikael Tornving och Johan Wahlström  | Magdalena In de Betou och Henrik Hjelt  |
| 4       | Pia Johansson och Sofia Bach         | Magnus Betnér och Johan Glans           |
| 5       | Henrik Dorsin och Johan Wahlström    | Annika Lantz och Henrik Hjelt           |
| 6       | Pia Johansson och Peter Magnusson    | Magnus Betnér och Johan Ulveson         |
| 7       | Johan Rheborg och Johan Wahlström    | Magdalena In de Betou och Henrik Hjelt  |
| 8       | Henrik Dorsin och Pia Johansson      | Annika Lantz och Johan Ulveson          |
| 9       | Johan Rheborg och Sofia Bach         | Babben Larsson och Johan Glans          |
| 10      | Henrik Schyffert och Pia Johansson   | Magdalena In de Betou och Johan Ulveson |
| 11      | Helge Skoog och Mikael Tornving      | Johan Glans och Robert Gustafsson       |
| 12      | Henrik Schyffert och Peter Magnusson | Johan Glans och Johan Ulveson           |
| 13      | Helge Skoog och Sissela Kyle         | Annika Lantz och Magnus Betnér          |

### Säsong 17 (våren 2007)
Petra Mede och Gustaf Hammarsten debuterade den här säsongen.
| Avsnitt | Blått parti                          | Rött parti                          |
| 1       | Pia Johansson och Sofia Bach         | Johan Glans och Magnus Betnér       |
| 2       | Henrik Schyffert och Johan Wahlström | Henrik Hjelt och Magnus Betnér      |
| 3       | Sofia Bach och Pia Johansson         | Gustaf Hammarsten och Johan Glans   |
| 4       | Henrik Schyffert och Henrik Dorsin   | Magnus Betnér och Petra Mede        |
| 5       | Sofia Bach och Johan Wahlström       | Magnus Betnér och Johan Glans       |
| 6       | Pia Johansson och Henrik Schyffert   | Petra Mede och Gustaf Hammarsten    |
| 7       | Sofia Bach och Johan Rheborg         | Babben Larsson och Johan Glans      |
| 8       | Pia Johansson och Helge Skoog        | Robert Gustafsson och Henrik Hjelt  |
| 9       | Henrik Dorsin och Petra Mede         | Robert Gustafsson och Magnus Betnér |
| 10      | Johan Rheborg och Henrik Dorsin      | Johan Glans och Henrik Hjelt        |
| 11      | Pia Johansson och Petra Mede         | Annika Lantz och Gustaf Hammarsten  |
| 12      | Henrik Dorsin och Johan Wahlström    | Henrik Hjelt och Magnus Betnér      |

### Säsong 18 (hösten 2007)
Annika Andersson, Björn Gustafsson och André Wickström debuterade den här säsongen.
| Avsnitt | Blått parti                           | Rött parti                             |
| 1       | Pia Johansson och Sofia Bach          | Henrik Hjelt och Johan Ulveson         |
| 2       | Henrik Dorsin och Pia Johansson       | Magnus Betnér och Annika Andersson     |
| 3       | Björn Gustafsson och Johan Wahlström  | Henrik Hjelt och Johan Glans           |
| 4       | Henrik Dorsin och Petra Mede          | Annika Lantz och Johan Ulveson         |
| 5       | Björn Gustafsson och Henrik Schyffert | Johan Glans och Magnus Betnér          |
| 6       | Henrik Schyffert och Henrik Dorsin    | Henrik Hjelt och Annika Andersson      |
| 7       | Johan Rheborg och Johan Wahlström     | Annika Lantz och Johan Glans           |
| 8       | Helge Skoog och Pia Johansson         | Henrik Hjelt och Johan Ulveson         |
| 9       | Henrik Schyffert och Johan Wahlström  | Magnus Betnér och André Wickström      |
| 10      | Björn Gustafsson och Henrik Dorsin    | Magnus Betnér och Robert Gustafsson    |
| 11      | Johan Rheborg och Petra Mede          | Annika Andersson och Robert Gustafsson |
| 12      | Sofia Bach och Pia Johansson          | Henrik Hjelt och Johan Glans           |
| 13      | Björn Gustafsson och Johan Wahlström  | André Wickström och Johan Ulveson      |

### Säsong 19 (våren 2008)
Kristoffer Appelquist, Soran Ismail, Hasse Brontén och Per Andersson debuterade den här säsongen.
| Avsnitt | Blått parti                               | Rött parti                         |
| 1       | Kristoffer Appelquist och Johan Wahlström | Magnus Betnér och André Wickström  |
| 2       | Björn Gustafsson och Pia Johansson        | Annika Andersson och Soran Ismail  |
| 3       | Hasse Brontén och Helge Skoog             | André Wickström och Johan Ulveson  |
| 4       | Kristoffer Appelquist och Henrik Dorsin   | Henrik Hjelt och Per Andersson     |
| 5       | Henrik Schyffert och Petra Mede           | Soran Ismail och Johan Glans       |
| 6       | Björn Gustafsson och Pia Johansson        | Johan Glans och Per Andersson      |
| 7       | Henrik Schyffert och Helge Skoog          | Henrik Hjelt och Robert Gustafsson |
| 8       | Claes Malmberg och Mikael Tornving        | André Wickström och Soran Ismail   |
| 9       | Hasse Brontén och Pia Johansson           | Annika Andersson och Johan Glans   |
| 10      | Henrik Dorsin och Claes Malmberg          | Magnus Betnér och André Wickström  |
| 11      | Mikael Tornving och Johan Wahlström       | Annika Andersson och Magnus Betnér |
| 12      | Henrik Dorsin och Sofia Bach              | Henrik Hjelt och Soran Ismail      |

### Säsong 20 (hösten 2008)
Anders Jansson debuterade den här säsongen.
| Avsnitt | Blått parti                             | Rött parti                            |
| 1       | Annika Andersson och Johan Wahlström    | Babben Larsson och Robert Gustafsson  |
| 2       | Per Andersson och Kristoffer Appelquist | Annika Lantz och Anders Jansson       |
| 3       | Hasse Brontén och Johan Wahlström       | André Wickström och Johan Glans       |
| 4       | Per Andersson och Pia Johansson         | Anders Jansson och Johan Ulveson      |
| 5       | Henrik Dorsin och Claes Malmberg        | Magnus Betnér och André Wickström     |
| 6       | Kristoffer Appelquist och Pia Johansson | André Wickström och Robert Gustafsson |
| 7       | Helge Skoog och Pia Johansson           | Magnus Betnér och Soran Ismail        |
| 8       | Johan Rheborg och Per Andersson         | Henrik Hjelt och Johan Ulveson        |
| 9       | Hasse Brontén och Johan Wahlström       | Soran Ismail och André Wickström      |
| 10      | Björn Gustafsson och Per Andersson      | Johan Glans och Henrik Hjelt          |
| 11      | Henrik Dorsin och Johan Wahlström       | Henrik Hjelt och Soran Ismail         |
| 12      | Per Andersson och Hasse Brontén         | Johan Ulveson och Robert Gustafsson   |
| 13      | Björn Gustafsson och Petra Mede         | Johan Glans och André Wickström       |

### Parlamentet 10 år
Sändes den 1 januari 2009, men har reprissänts vid ett antal tillfällen.
- Blå laget: Sissela Kyle, Johan Rheborg, Henrik Schyffert, Björn Gustafsson, Petra Mede och Helge Skoog.
- Röda laget: Annika Lantz, Johan Ulveson, Soran Ismail, Henrik Hjelt och Robert Gustafsson.

Valresultat: Blå seger.

### Säsong 21 (våren 2009)
David Batra, Claudia Galli, Josephine Bornebusch, Martin Soneby och Cilla Domstad debuterade den här säsongen. I avsnitt 5 vikarierade Hans Rosenfeldt som programledare.
| Avsnitt | Blått parti                                    | Rött parti                             |
| 1       | David Batra och Per Andersson                  | Henrik Hjelt och Claudia Galli         |
| 2       | Josephine Bornebusch och Hasse Brontén         | Henrik Hjelt och Robert Gustafsson     |
| 3       | Henrik Schyffert och Josephine Bornebusch      | André Wickström och Johan Glans        |
| 4       | Henrik Dorsin och Per Andersson                | Annika Andersson och Robert Gustafsson |
| 5       | Josephine Bornebusch och Johan Wahlström       | Anders Jansson och Claudia Galli       |
| 6       | Hasse Brontén och David Batra                  | Claudia Galli och Robert Gustafsson    |
| 7       | Kristoffer Appelquist och Josephine Bornebusch | Henrik Hjelt och Soran Ismail          |
| 8       | Martin Soneby och Johan Wahlström              | Claudia Galli och André Wickström      |
| 9       | Henrik Dorsin och Kristoffer Appelquist        | Annika Andersson och Soran Ismail      |
| 10      | Per Andersson och Hasse Brontén                | André Wickström och Cilla Domstad      |
| 11      | Kristoffer Appelquist och Per Andersson        | Soran Ismail och Anders Jansson        |
| 12      | David Batra och Henrik Dorsin                  | Annika Andersson och Johan Glans       |

### Säsong 22 (hösten 2009)
Kodjo Akolor debuterade den här säsongen.
| Avsnitt | Blått parti                                    | Rött parti                             |
| 1       | Per Andersson och Hasse Brontén                | Annika Andersson och Robert Gustafsson |
| 2       | Per Andersson och Petra Mede                   | Henrik Hjelt och Anders Jansson        |
| 3       | Johan Rheborg och David Batra                  | Soran Ismail och Annika Andersson      |
| 4       | David Batra och Josephine Bornebusch           | Soran Ismail och Johan Glans           |
| 5       | Henrik Dorsin och Kodjo Akolor                 | Johan Glans och Henrik Hjelt           |
| 6       | Josephine Bornebusch och Johan Wahlström       | Anders Jansson och Robert Gustafsson   |
| 7       | Johan Rheborg och David Batra                  | Cilla Domstad och Henrik Hjelt         |
| 8       | Henrik Dorsin och Kristoffer Appelquist        | Soran Ismail och Henrik Hjelt          |
| 9       | Mikael Tornving och Josephine Bornebusch       | André Wickström och Robert Gustafsson  |
| 10      | Johan Rheborg och Mikael Tornving              | Henrik Hjelt och Soran Ismail          |
| 11      | Kristoffer Appelquist och Josephine Bornebusch | André Wickström och Robert Gustafsson  |
| 12      | David Batra och Johan Rheborg                  | Soran Ismail och Johan Glans           |

### Säsong 23 (våren 2010)
Cecilia Forss, Robin Paulsson och Jonas Gardell debuterade den här säsongen.
| Avsnitt | Blått parti                               | Rött parti                           |
| 1       | David Batra och Claes Malmberg            | Henrik Hjelt och André Wickström     |
| 2       | Mikael Tornving och David Batra           | André Wickström och Annika Andersson |
| 3       | Per Andersson och Henrik Dorsin           | Magnus Betnér och Babben Larsson     |
| 4       | Robin Paulsson och Johan Wahlström        | Annika Andersson och Babben Larsson  |
| 5       | Mikael Tornving och Per Andersson         | Soran Ismail och Cecilia Forss       |
| 6       | Kristoffer Appelquist och David Batra     | Cecilia Forss och Soran Ismail       |
| 7       | Kristoffer Appelquist och Johan Wahlström | Soran Ismail och Babben Larsson      |
| 8       | David Batra och Hasse Brontén             | Henrik Hjelt och André Wickström     |
| 9       | Johan Rheborg och Hasse Brontén           | Henrik Hjelt och Soran Ismail        |
| 10      | Robin Paulsson och Jonas Gardell          | Babben Larsson och André Wickström   |

### Valspecial 2010
Sändes den 18 september 2010, dvs. dagen före riksdagsvalet 2010 ägde rum.
- Blå laget: Jonas Gardell, Petra Mede och Johan Wahlström.
- Röda laget: Soran Ismail, Magnus Betnér och Henrik Hjelt.

Valresultat: Röd seger med siffrorna 63% mot 37%.

### Säsong 24 (hösten 2010)
Karin Adelsköld, Marika Carlsson och Anders Johansson debuterade den här säsongen.
| Avsnitt | Blått parti                             | Rött parti                           |
| 1       | Per Andersson och Johan Wahlström       | Henrik Hjelt och Soran Ismail        |
| 2       | Mikael Tornving och Jonas Gardell       | Annika Andersson och André Wickström |
| 3       | David Batra och Karin Adelsköld         | Soran Ismail och Henrik Hjelt        |
| 4       | Jonas Gardell och Mikael Tornving       | Annika Lantz och Henrik Hjelt        |
| 5       | Per Andersson och David Batra           | Soran Ismail och André Wickström     |
| 6       | Per Andersson och Petra Mede            | Annika Lantz och André Wickström     |
| 7       | Josephine Bornebusch och David Batra    | Annika Lantz och Marika Carlsson     |
| 8       | Kristoffer Appelquist och Per Andersson | Soran Ismail och Henrik Hjelt        |
| 9       | Per Andersson och Josephine Bornebusch  | Annika Lantz och Marika Carlsson     |
| 10      | David Batra och Hasse Brontén           | Anders Johansson och Soran Ismail    |
| 11      | Per Andersson och Marika Carlsson       | André Wickström och Soran Ismail     |
| 12      | Jonas Gardell och Mikael Tornving       | Babben Larsson och Henrik Hjelt      |
| 13      | David Batra och Marika Carlsson         | Anders Johansson och Johan Glans     |

### Säsong 25 (våren 2011)
Pär Lernström blev ny programledare.
| Avsnitt | Blått parti                      | Rött parti                             |
| 1       | Pia Johansson och Per Andersson  | Soran Ismail och Henrik Hjelt          |
| 2       | Sissela Kyle och Mikael Tornving | Babben Larsson och Johan Ulveson       |
| 3       | Pia Johansson och Per Andersson  | Annika Andersson och Robert Gustafsson |
| 4       | David Batra och Sissela Kyle     | Babben Larsson och Henrik Hjelt        |
| 5       | Mikael Tornving och Petra Mede   | Babben Larsson och Johan Ulveson       |
| 6       | David Batra och Petra Mede       | Soran Ismail och Johan Ulveson         |
| 7       | Sissela Kyle och David Batra     | Annika Lantz och Soran Ismail          |
| 8       | Mikael Tornving och Annika Lantz | Babben Larsson och Johan Ulveson       |
| 9       | Robin Paulsson och Petra Mede    | Henrik Hjelt och Johan Ulveson         |
| 10      | Sissela Kyle och Marika Carlsson | Soran Ismail och Henrik Hjelt          |
| 11      | David Batra och Petra Mede       | Soran Ismail och Johan Glans           |
| 12      | Sissela Kyle och Petra Mede      | Babben Larsson och Henrik Hjelt        |

### Säsong 26 (hösten 2011)
Dominik Henzel, Katrin Sundberg och Olle Sarri debuterade den här säsongen.
| Avsnitt | Blått parti                         | Rött parti                         |
| 1       | André Wickström och Karin Adelsköld | Robin Paulsson och Marika Carlsson |
| 2       | Dominik Henzel och Karin Adelsköld  | Annika Lantz och Soran Ismail      |
| 3       | David Batra och André Wickström     | Annika Lantz och Marika Carlsson   |
| 4       | Dominik Henzel och Katrin Sundberg  | Anders Johansson och Olle Sarri    |
| 5       | Per Andersson och Katrin Sundberg   | Magnus Betnér och Soran Ismail     |
| 6       | Per Andersson och Karin Adelsköld   | Soran Ismail och Marika Carlsson   |
| 7       | Katrin Sundberg och Karin Adelsköld | Marika Carlsson och Johan Glans    |
| 8       | David Batra och Petra Mede          | Henrik Hjelt och Anders Johansson  |
| 9       | Henrik Dorsin och David Batra       | Olle Sarri och Henrik Hjelt        |
| 10      | Dominik Henzel och Katrin Sundberg  | Olle Sarri och Henrik Hjelt        |
| 11      | Dominik Henzel och Katrin Sundberg  | Anders Johansson och Johan Glans   |
| 12      | Pia Johansson och André Wickström   | Anders Johansson och Henrik Hjelt  |

### Säsong 27 (2014)
Anders S. Nilsson kom tillbaka som programledare. Shima Niavarani debuterade den här säsongen.
| Avsnitt | Blått parti                                   | Rött parti                                  |
| 1       | Per Andersson och Petra Mede                  | Annika Andersson och Johan Ulveson          |
| 2       | Johan Rheborg och Shima Niavarani             | Johan Ulveson och Björn Gustafsson          |
| 3       | Johan Rheborg och Sissela Kyle                | Soran Ismail och David Batra                |
| 4       | Per Andersson, Sissela Kyle och Pia Johansson | Annika Lantz, Soran Ismail och Henrik Hjelt |
| 5       | David Batra och Petra Mede                    | Soran Ismail och Henrik Hjelt               |
| 6       | Mikael Tornving och Pia Johansson             | Annika Andersson och Robert Gustafsson      |

### Säsong 28 (2015)
Bianca Kronlöf, Nour El Refai och Måns Möller debuterade den här säsongen.
| Avsnitt | Blått parti                              | Rött parti                             |
| 1       | Kristoffer Appelquist och Bianca Kronlöf | Henrik Hjelt och Johan Ulveson         |
| 2       | David Batra och Per Andersson            | Babben Larsson och Nour El Refai       |
| 3       | Måns Möller och Anders Johansson         | Annika Andersson och Robert Gustafsson |
| 4       | Per Andersson och Petra Mede             | Babben Larsson och Johan Ulveson       |
| 5       | Måns Möller och André Wickström          | Henrik Hjelt och Robert Gustafsson     |
| 6       | Kristoffer Appelquist och Bianca Kronlöf | Soran Ismail och Henrik Hjelt          |
| 7       | David Batra och Sissela Kyle             | Henrik Hjelt och Nour El Refai         |
| 8       | David Batra och Pia Johansson            | Nour El Refai och Soran Ismail         |

### Säsong 29 (2016)
Messiah Hallberg, Carl Stanley och Johanna Wagrell debuterade den här säsongen.
| Avsnitt | Blått parti                                | Rött parti                             |
| 1       | Josephine Bornebusch och Måns Möller       | Robin Paulsson och Robert Gustafsson   |
| 2       | Messiah Hallberg och André Wickström       | Annika Andersson och Robert Gustafsson |
| 3       | Bianca Kronlöf och Mikael Tornving         | Soran Ismail och Johan Ulveson         |
| 4       | David Batra och Måns Möller                | Henrik Hjelt och Nour El Refai         |
| 5       | Kristoffer Appelquist och Messiah Hallberg | Nour El Refai och Per Andersson        |
| 6       | David Batra och Pia Johansson              | Anders Johansson och Carl Stanley      |
| 7       | Johan Rheborg och Josephine Bornebusch     | Henrik Hjelt och Robert Gustafsson     |
| 8       | Sissela Kyle och Mikael Tornving           | Annika Lantz och Soran Ismail          |
| 9       | Josephine Bornebusch och Henrik Schyffert  | Annika Andersson och Babben Larsson    |
| 10      | Messiah Hallberg och Josephine Bornebusch  | Soran Ismail och Henrik Hjelt          |
| 11      | Henrik Schyffert och André Wickström       | Annika Lantz och Babben Larsson        |
| 12      | Johan Rheborg och Messiah Hallberg         | Annika Andersson och Carl Stanley      |
| 13      | Johanna Wagrell och Mikael Tornving        | Annika Lantz och Nour El Refai         |
| 14      | Per Andersson och Pia Johansson            | Soran Ismail och Robert Gustafsson     |
| 15      | David Batra och Petra Mede                 | Nour El Refai och Henrik Hjelt         |
| 16      | Mikael Tornving och Robin Paulsson         | Babben Larsson och Robert Gustafsson   |

### Säsong 30 (2017)
Shanthi Rydwall Menon och Petrina Solange debuterade den här säsongen.
| Avsnitt | Blått parti                             | Rött parti                          |
| 1       | Johan Rheborg och Pia Johansson         | Johan Ulveson och Nour El Refai     |
| 2       | Johan Rheborg och Messiah Hallberg      | Nour El Refai och Soran Ismail      |
| 3       | Sissela Kyle och Johanna Wagrell        | Carl Stanley och Henrik Hjelt       |
| 4       | Måns Möller och André Wickström         | Johan Ulveson och Robert Gustafsson |
| 5       | David Batra och Pia Johansson           | Annika Lantz och Carl Stanley       |
| 6       | Per Andersson och Shanthi Rydwall Menon | Magnus Betnér och Anders Johansson  |
| 7       | Sissela Kyle och Messiah Hallberg       | Henrik Hjelt och Babben Larsson     |
| 8       | Mikael Tornving och Måns Möller         | Soran Ismail och Petrina Solange    |

### Säsong 31 (2018)
| Avsnitt | Blått parti                                              | Rött parti                                           |
| 1       | Carl Stanley, Måns Möller och Pia Johansson              | Henrik Hjelt, Annika Andersson och Robert Gustafsson |
| 2       | Per Andersson, David Batra och Sissela Kyle              | Annika Andersson, Nour El Refai och Johan Ulveson    |
| 3       | Shanthi Rydwall Menon, Messiah Hallberg och Sissela Kyle | Magnus Betnér, Nour El Refai och Carl Stanley        |
| 4       | Måns Möller, Bianca Kronlöf och André Wickström          | Johan Ulveson, Henrik Hjelt och Anders Johansson     |
| 5       | Robin Paulsson, Pia Johansson och Kristoffer Appelquist  | Magnus Betnér, Babben Larsson och Petrina Solange    |
| 6       | Måns Möller, Per Andersson och Shanthi Rydwall Menon     | Nour El Refai, Carl Stanley och Henrik Hjelt         |
| 7       | Sissela Kyle, Bianca Kronlöf och Johan Rheborg           | Annika Andersson, Henrik Hjelt och Babben Larsson    |
| 8       | Mikael Tornving, Messiah Hallberg och Pia Johansson      | Petrina Solange, Magnus Betnér och Nour El Refai     |

### Säsong 32 (2019)
Eva Röse, Ahmed Berhan, Sven Melander och Johanna Nordström debuterade den här säsongen.
| Avsnitt | Blått parti                                                 | Rött parti                                           |
| 1       | Messiah Hallberg, Shanthi Rydwall Menon och André Wickström | Anders Johansson, Eva Röse och Johan Ulveson         |
| 2       | Mikael Tornving, Bianca Kronlöf och Robin Paulsson          | Carl Stanley, Petrina Solange och Johan Ulveson      |
| 3       | Per Andersson, Shanthi Rydwall Menon och Messiah Hallberg   | Annika Andersson, Nour El Refai och Anders Johansson |
| 4       | Måns Möller, Bianca Kronlöf och Mikael Tornving             | Annika Andersson, Petrina Solange och Carl Stanley   |
| 5       | Ahmed Berhan, Pia Johansson och Sven Melander               | Magnus Betnér, Henrik Hjelt och Nour El Refai        |
| 6       | Shanthi Rydwall Menon, André Wickström och Sven Melander    | Henrik Hjelt, Nour El Refai och Robert Gustafsson    |
| 7       | Johanna Nordström, Måns Möller och Petra Mede               | Eva Röse, Anders Johansson och Babben Larsson        |
| 8       | Pia Johansson, Mikael Tornving och André Wickström          | Henrik Hjelt, Annika Andersson och Robert Gustafsson |

### Säsong 33 (2020)
| Avsnitt | Blått parti                                           | Rött parti                                             |
| 1       | Sissela Kyle, Måns Möller och Johan Rheborg           | Eva Röse, Henrik Hjelt och Henrik Schyffert            |
| 2       | Sissela Kyle, Petra Mede och Mikael Tornving          | Babben Larsson, Magnus Betnér och Annika Lantz         |
| 3       | Sven Melander, Per Andersson och Shanthi Rywall Menon | Anders Johansson, Eva Röse och Carl Stanley            |
| 4       | Petra Mede, Kristoffer Appelquist och Per Andersson   | Annika Andersson, Magnus Betnér och Claes Malmberg     |
| 5       | Petra Mede, Måns Möller och Ahmed Berhan              | Eva Röse, Anders Johansson och Nour El Refai           |
| 6       | Pia Johansson, Sven Melander och Messiah Hallberg     | Babben Larsson, Petrina Solange och Anders Johansson   |
| 7       | Mikael Tornving, Robin Paulsson och Johanna Nordström | Robert Gustafsson, Annika Andersson och Claes Malmberg |
| 8       | Måns Möller, Johan Rheborg och Shanthi Rywall Menon   | Robert Gustafsson, Henrik Hjelt och Nour El Refai      |

### Säsong 34 (2021)
Olof Wretling, Hanna Hedlund och Fredrik Hallgren debuterade den här säsongen.
| Avsnitt | Blått parti                                                 | Rött parti                                              |
| 1       | Sissela Kyle, Olof Wretling och Ahmed Berhan                | Nour El Refai, Anders Johansson och Babben Larsson      |
| 2       | Felix Herngren, Johanna Nordström och Kristoffer Appelquist | Robert Gustafsson, Petrina Solange och Nour El Refai    |
| 3       | Olof Wretling, Petra Mede och Shanthi Rywall Menon          | Magnus Betnér, Annika Andersson och Claes Malmberg      |
| 4       | Pia Johansson, Måns Möller och André Wickström              | Eva Röse, Carl Stanley och Anders Johansson             |
| 5       | Måns Möller, Sissela Kyle och Messiah Hallberg              | Annika Andersson, Petrina Solange och Robert Gustafsson |
| 6       | Johan Rheborg, Mikael Tornving och Shanthi Rywall Menon     | Henrik Hjelt, Hanna Hedlund och Ahmed Berhan            |
| 7       | Olof Wretling, Felix Herngren och Pia Johansson             | Magnus Betnér, Annika Lantz och Anders Johansson        |
| 8       | Fredrik Hallgren, Per Andersson och Shanthi Rywall Menon    | Henrik Hjelt, Eva Röse och Ahmed Berhan                 |

### Säsong 35 (2022)
Anna Blomberg, Behrad Rouzbeh, Niklas Andersson och Ann Westin debuterade den här säsongen.
| Avsnitt | Blått parti                                            | Rött parti                                            |
| 1       | Felix Herngren, Pia Johansson och André Wickström      | Nour El Refai, Magnus Betnér och Hanna Hedlund        |
| 2       | Per Andersson, Olof Wretling och Anna Blomberg         | Babben Larsson, Nour El Refai och Anders Johansson    |
| 3       | Behrad Rouzbeh, Måns Möller och Pia Johansson          | Annika Andersson, Claes Malmberg och Anders Johansson |
| 4       | Måns Möller, Pia Johansson och Ahmed Berhan            | Magnus Betnér, Annika Lantz och Henrik Hjelt          |
| 5       | Anders Jansson, Bianca Kronlöf och Olof Wretling       | Petrina Solange, Henrik Hjelt och Carl Stanley        |
| 6       | Anna Blomberg, Behrad Rouzbeh och André Wickström      | Annika Andersson, Hanna Hedlund och Eva Röse          |
| 7       | Johanna Nordström, Måns Möller och Niklas Andersson    | Nour El Refai, Eva Röse och Petrina Solange           |
| 8       | Anders Jansson, Ahmed Berhan och Shanthi Rydwall Menon | Hanna Hedlund, Ann Westin och Robert Gustafsson       |

## Källhänvisningar
1. ↑  Robert Gustafsson i Parlamentet, TV4, 26 februari 2002
2. ↑  TV4 storsatsar under valrörelsens två sista veckor, 21 augusti 2006, TV4-gruppen
3. ↑  Anders S Nilsson: "Vi håller på tills folk tröttnar", Parlamentet, 17 februari 2007
4. ↑  Svensk mediedatabas:  TV4 2007-02-18
5. ↑  Svensk mediedatabas:  TV4 2007-02-25
6. ↑  Svensk mediedatabas: TV4 2007-03-11
7. ↑  Svensk mediedatabas: TV4 2007-04-01
8. ↑  Svensk mediedatabas: TV4 2007-04-09
9. ↑  Svensk mediedatabas: TV4 2007-04-15
10. ↑  Svensk mediedatabas: TV4 2007-04-22
11. ↑  Svensk mediedatabas: TV4 2007-04-29
12. ↑  Svensk mediedatabas: TV4 2007-05-06
13. ↑  Svensk mediedatabas: TV4 2007-09-23
14. ↑  Svensk mediedatabas: TV4 2007-10-14
15. ↑  Svensk mediedatabas: TV4 2007-10-21
16. ↑  Svensk mediedatabas:  TV4 2007-12-16
17. ↑  David Batra är ny i Parlamentet, Parlamentet, 26 februari 2009
18. ↑  Svensk mediedatabas: TV4 2009-03-01
19. ↑  Svensk mediedatabas: TV4 2009-09-27
20. ↑  Cilla Domstad är tillbaka i Parlamentet, Parlamentet, 6 november 2009
21. 1 2  Cecilia Forss nervös inför debut i Parlamentet, Parlamentet, 8 april 2010
22. ↑  Svensk mediedatabas: TV4 2010-03-07
23. ↑  Pär Lernström tar över Parlamentet, Parlamentet, 24 januari 2011
24. ↑  Vilket parti vinner i kväll?, Parlamentet, 25 augusti 2011